# 崔正龍
崔 正龍（チェ・ジョンリョン、朝鮮語: 최정룡）は、朝鮮民主主義人民共和国の政治家。黄海南道人民委員会委員長、最高人民会議代議員などを歴任した。

## 経歴
出生地や生年月日は不明。2012年11月23日に開催された「延坪島砲撃戦闘勝利2周年記念軍民交歓会」に黄海南道人民委員会委員長として参加し、同職への就任が確認された。2014年3月9日に実施された最高人民会議第13期代議員選挙で代議員に選出され、同年11月23日に開催された「延坪島砲撃戦闘勝利4周年記念軍民交歓会」に参加した。2017年に黄海南道人民委員会委員長を解任された。

## 参考サイト
- 북한정보포털

| 先代呉応昌 | 黄海南道人民委員会委員長2012年 - 2017年 | 次代金栄哲 |